# Lista dos patriarcas ortodoxos gregos de Antioquia

Brasão do Patriarcado Grego Ortodoxo de Antioquia e Todo o Oriente

O Patriarca Ortodoxo Grego de Antioquia ou Patriarca de Antioquia e Todo o Oriente da Igreja Ortodoxa Grega é o líder da Igreja Ortodoxa Grega de Antioquia. Não deve ser confundido com o Patriarca Ortodoxo Siríaco de Antioquia ou Patriarca de Antioquia e Todo o Oriente da Igreja Ortodoxa Síria de Antioquia. 
Segundo a tradição, o Patriarcado de Antioquia foi estabelecido por São Pedro no século I dC, mas dividido em duas linhas separadas de patriarcas após a deposição do Patriarca Severo de Antioquia em 518 sobre a questão do Concílio de Calcedônia de 451. Os apoiadores não-calcedônios de Severo formaram o que hoje é conhecido como Igreja Ortodoxa Siríaca de Antioquia, enquanto os calcedônios formaram a Igreja agora conhecida como Igreja Ortodoxa Grega de Antioquia.
Esta lista contém todos os titulares do cargo de Patriarca Ortodoxo Grego de Antioquia.

## Patriarcas de Antioquia da Igreja Ortodoxa Grega
- Paulo II de Antioquia (518-521)
- Eufrásio de Antioquia (521-526)
- Efraim de Antioquia (527-545)
- Dono III de Antioquia (546-561)

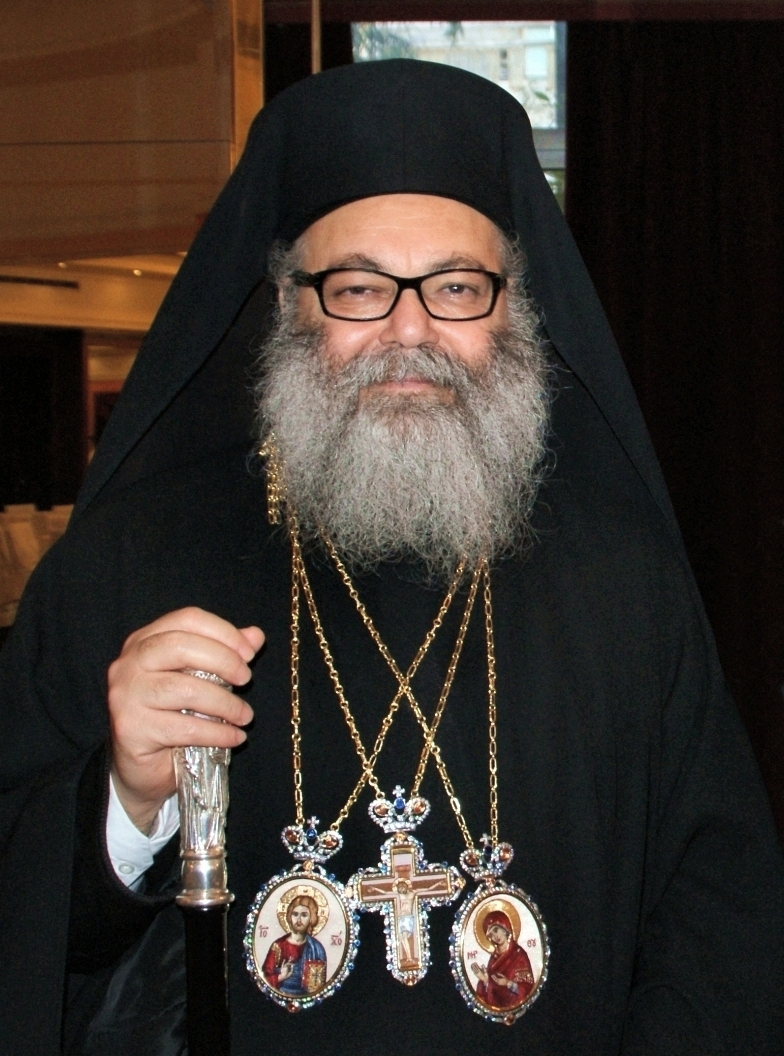
Atual patriarca grego de Antioquia, João X

- Anastácio I de Antioquia (559-570, deposto) [1]
- Gregório I (570-593, falecido)[1]
- Anastácio I de Antioquia (restaurado: 593-598)[1]
- Anastácio II de Antioquia (599-609)[1]
- Gregório II de Antioquia (610-620)
- Anastácio III de Antioquia (620-628)
- Macedônio de Antioquia (629-640)
- Jorge I de Antioquia (640-656)
- Macário de Antioquia (656-681)
- Teófanes de Antioquia (681-687)
- Sebastião de Antioquia (687-690)
- Jorge II de Antioquia (690-695)
- Alexandre II de Antioquia (695-702)
  - Período de Vacância (702-742)
- Estêvão IV de Antioquia (742-744)
- Teofilato de Antioquia (744-750)
- Teodoro de Antioquia (751-797)
- João III de Antioquia (797-810)
- Jó I de Antioquia (810-826)
- Nicolau de Antioquia (826-834)
- Simeão de Antioquia (834-840)
- Elias de Antioquia (840-852)
- Teodósio I de Antioquia (852-860)
- Nicolau II de Antioquia (860-879)
- Macário de Antioquia (879-890)
- Zacarias de Antioquia (890-902)
- Jorge III de Antioquia (902-917)
- Jó II de Antioquia (917-939)
- Teodósio II de Antioquia  (936-943)
- Cristóvão de Antioquia (960-969)
- Eustrácio de Antioquia (969, deposto)[2]
- Teodoro II de Antioquia (970-976)[2]
- Agápio de Antioquia (978-996)[2]
- João III de Antioquia (996-1021)[2][3]
- Nicolau II de Antioquia (1025-1030)[2]
- Elias II (1032 - 1033)[2]
- Teodoro III (1034 - 1042)[2]
- Basílio II (?)[2]
- Pedro III (1052 - 1056)[2]
- Dionísio (ou João IV) (1056 - 1057)[3]
- Teodósio III (1057 - 1059)[2]
- Emiliano (antes de  1074 - 1079/1080)[2]
- Nicéforo, o Negro (1079/1080 - ?)[2]
- João o Oxita (1089 - 1100)[3][4]

A partir de 1098, o Patriarcado é exilado pelos Cruzados, primeiramente em Constantinopla, sendo substituído por um patriarcado de rito latino.

### Patriarcas de Antioquia no exílio
- João VII de Antioquia (1090-1155)
- João IX de Antioquia (1155-1159)
- Eutímio de Antioquia (1159-1164)
- Macário II de Antioquia (1164-1166)
- Atanásio I de Antioquia (1166-1180)
- Teodósio III de Antioquia (1180-1182)
- Elias III de Antioquia (1182-1184)
- Cristóvão II de Antioquia (1184-1185)
- Teodoro IV de Antioquia (1185-1199)
- Joaquim de Antioquia (1199-1219)
- Doroteu I de Antioquia (1219-1245)
- Simeão II de Antioquia (1245-1268)
- Eutímio II de Antioquia (1268-1269)
- Teodósio IV de Antioquia (1269-1276) - Com Teodósio, o Patriarcado retorna para Antioquia.
- Teodósio V de Antioquia (1276-1285)
- Arsênio de Antioquia (1285-1293)
- Dionísio de Antioquia (1293-1308)
- Marcos de Antioquia (1308-1342)

### Patriarcado em Damasco
- Inácio II de Antioquia (1342-1386) - Com  Inácio II, o Patriarcado é transferido para Damasco (Síria)
- Pacômio de Antioquia (1386-1393)
- Nilo de Antioquia (1393-1401)
- Macário III de Antioquia (1401-1410)
- Pacômio II de Antioquia (1410-1411)
- Joaquim II de Antioquia (1411-1426)
- Marcos III de Antioquia (1426-1436)
- Doroteu II de Antioquia (1436-1454)
- Macário IV de Antioquia (1454-1476)
- Marcos IV de Antioquia (1476)
- Joaquim III de Antioquia (1476-1483)
- Gregório III de Antioquia (1483-1497)
- Doroteu III de Antioquia (1497-1523)
- Macário V de Antioquia (1523-1541)
- Doroteu IV de Antioquia (1541-1543)
- Joaquim IV de Antioquia (1543-1576)
- Macário VI de Antioquia (1577-1581)
- Joaquim V de Antioquia (1581-1592)
- Joaquim VI de Antioquia (1593-1604)
- Doroteu V de Antioquia (1604-1611)
- Atanásio III de Antioquia  1611-1619)
- Inácio III de Antioquia  (1619-1631)
- Eutímio III de Antioquia (1635-1636)
- Eutímio IV de Antioquia (1636-1648)
- Macário III de Antioquia Zaim (1648-1672)
- Neófito de Antioquia (1674-1684)
- Atanásio IV de Antioquia (Dabbas) 1686-1694)
- Cirilo III de Antioquia  1694-1720)
- Atanásio IV de Antioquia  1720-1724)
- Silvestre de Antioquia (1724-1766)
- Fílemon de Antioquia (1766-1767)
- Daniel de Antioquia (1767-1791)
- Eutímio V de Antioquia (1792-1813)
- Serafim de Antioquia (1813-1823)
- Metódio de Antioquia (1843-1859)
- Erócio de Antioquia (1850-1885)
- Gerásimo de Antioquia (1885-1891)
- Esperidião de Antioquia (1892-18983
- Melécio II de Antioquia  (1899-1906)
- Gregório IV de Antioquia  (1906-1928)
- Alexandre III de Antioquia (1928-1958)
- Teodósio VI de Antioquia ( 1958-1970)
- Elias IV de Antioquia (1970-1979)
- Inácio IV de Antioquia, Hazim (1979-2012)
- João X de Antioquia, Yazigi (2012 -)